# Scolopsis temporalis
Scolopsis temporalis là một loài cá biển thuộc chi Scolopsis trong họ Cá lượng. Loài cá này được mô tả lần đầu tiên vào năm 1830.

## Từ nguyên
Tính từ định danh temporalis trong tiếng Latinh nghĩa là "vùng thùy thái dương", hàm ý đề cập đến vùng không có vảy nhỏ ở sau mắt của loài này.

## Phân bố
S. temporalis có phân bố giới hạn ở Tây Trung Thái Bình Dương, bao gồm nhóm đảo phía đông Indonesia, bờ bắc Papua New Guinea, quần đảo Solomon, Vanuatu và Fiji, cũng đã mở rộng phạm vi đến Nouvelle-Calédonie, Palau và Guam.
S. temporalis sống trên nền cát và đá vụn của rạn viền bờ và đầm phá, độ sâu đến khoảng 35 m.

## Mô tả
Chiều dài cơ thể lớn nhất được ghi nhận ở S. temporalis là 35 cm. Cơ thể màu trắng xám, thân trên phớt xanh lam. Vảy thân trên có tâm màu vàng tạo thành các sọc ngang phía trên đường bên và các đường chéo phía bên dưới nó. Một sọc màu nâu hồng từ sau mắt, cong lên lưng ngay dưới đường bên và dừng lại phía sau chóp vây ngực. Có 4 sọc màu xanh lam trên đầu.
Số gai vây lưng: 10; Số tia vây lưng: 8–9; Số gai vây hậu môn: 3; Số tia vây hậu môn: 7–8; Số gai vây bụng: 1; Số tia vây bụng: 5.

## Sử dụng
S. temporalis đôi khi xuất hiện trong các chợ cá tại Papua New Guinea.